# Зелёное либертарианство
Зелёное либертарианство — это форма зелёной политики. С другой стороны, это форма либертарианства, при которой свободный рынок обеспечивает благоприятные для окружающей среды результаты. Марсель Виссенбург (2009) утверждает, что сторонники последнего составляют меньшинство зелёных политических теоретиков.

## Гарван Уолш
В «Зелёном либертарианстве» (2014) Гарван Уолш предполагает, что оговорка Локка должна учитывать экологические проблемы. В естественном мире все организмы, включая человека, приобретают (используют) природные услуги, предоставляемые природными ресурсами. Зелёный либертарианец сохранил бы оговорку Локка о том, что человек может приобретать естественные услуги до тех пор, пока он не лишает и не причиняет вреда другому, — при этом признавая, что не все природные услуги в изобилии и что мир экологически ограничен. Более того, зелёные либертарианцы признают, что люди не могут использоваться в качестве естественных услуг без их согласия.
Точно так же люди не могут быть лишены своей доли естественных услуг без их согласия. В случаях, когда естественные услуги могут быть превращены в товар, люди могут свободно использовать свои индивидуальные доли природных услуг по своему усмотрению, но лицо, превышающее эту долю, должно вести переговоры с другими, чтобы извлечь выгоду из своих долей. Уолш использует пример строительства турбины вдоль реки, которая может уменьшить долю других людей в воде (например, за счёт загрязнения части воды), но производит электроэнергию, которая может компенсировать потери, так что в конечном итоге турбина не нарушает ничьих прав на воду. Уолш утверждает, что существует очень мало природных услуг, которые не являются или не могут быть предметом торговли.
Взгляд Уолша на зелёное либертарианство пытается ответить на критику как правого, так и левого либертарианства. Уолш отходит от правого либертарианства — в частности, от интерпретации Робертом Нозиком положения Локка — предлагая, что в состоянии экологического равновесия никто не может пользоваться природными услугами без согласия других (например, путём убеждения или торга), и все люди имеют равные права на приобретение (если нет экономического равенства). В то же время Уолш отходит от левого либертарианства — например, от утверждения Хиллела Штайнера о том, что все люди имеют право на равные доли природных ресурсов — утверждая, что рост населения, будь то за счет иммиграции или рождения, нарушает экологическое равновесие и что (добровольные) иммигранты и родители детей несут ответственность за то, чтобы не посягать на права других на приобретение природных услуг. Уолш утверждает, что оба ограничения стимулируют инновации, в которых природные услуги используются максимально эффективно.